# Esben Rashid
Esben Mohammed Rashid (21 aprile 1991) è un giocatore di calcio a 5 e calciatore norvegese, pivot del Grorud e attaccante del Brumunddal.

## Carriera

### Club
Rashid militò nel Nesodden, prima di trasferirsi nel 2012 al KFUM Oslo. L'8 marzo 2014, venne ingaggiato dallo Strømmen. Esordì in squadra in data 27 aprile, subentrando a Mahmoud El Haj nel 2-2 casalingo contro il Bærum. Nell'estate 2014, passò all'Oppsal. Nel 2015 si trasferì al Rilindja.

### Nazionale
Gioca anche per la Nazionale di calcio a 5 della Norvegia, per cui conta 6 presenze.